# Diospyros mespiliformis
Diospyros mespiliformis ist eine Pflanzenart innerhalb der Familie der Ebenholzgewächse (Ebenaceae).

## Beschreibung

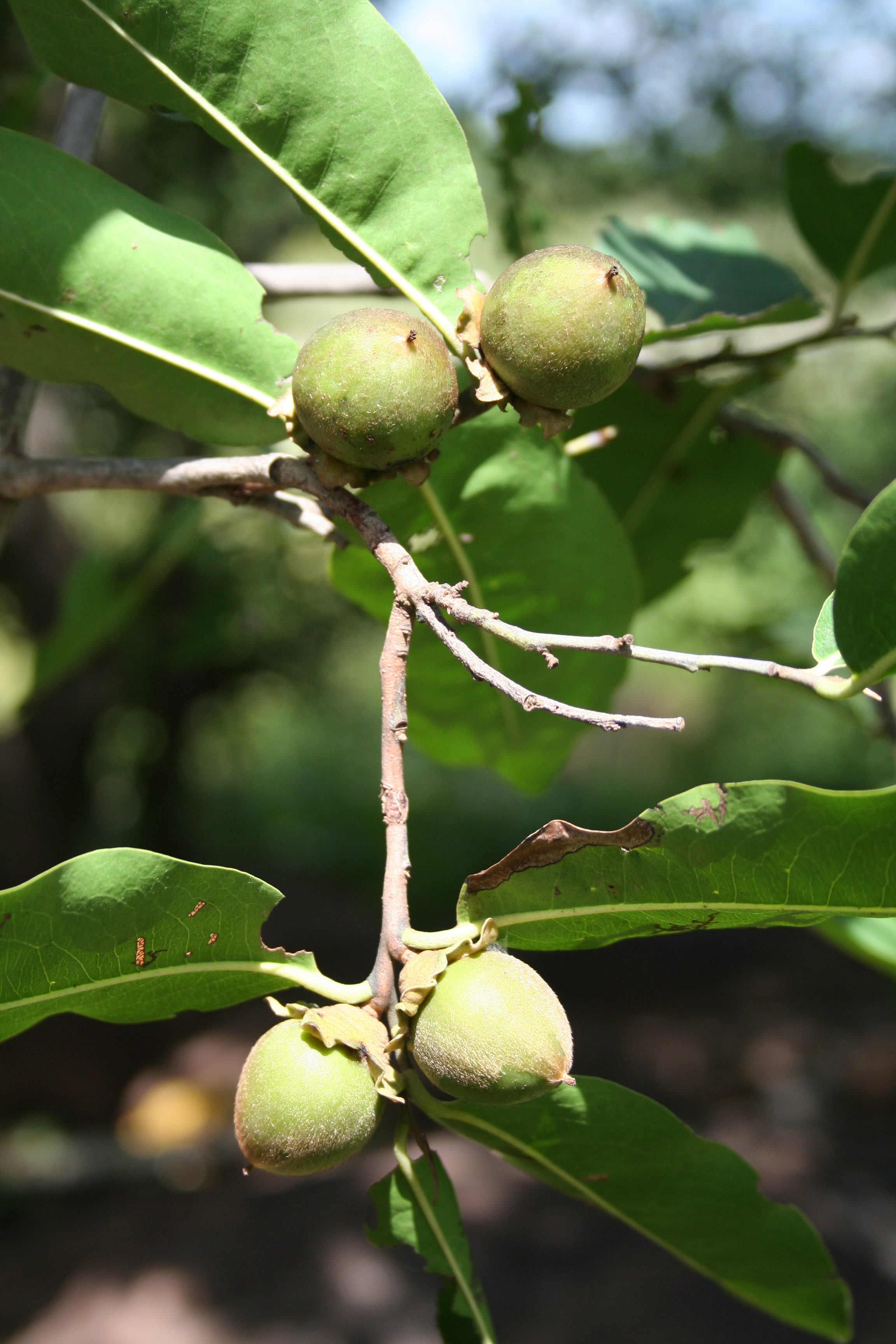
Laubblätter und unreife Früchte

### Vegetative Merkmale
Bei Diospyros mespiliformis handelt sich um einen immergrünen Baum, der Wuchshöhen von 25 Metern oder mehr erreicht; selten wächst er als Strauch mit Wuchshöhen von bis zu 3 Metern. Er bildet eine ausgebreitete, runde Baumkrone. Die raue Borke ist dunkelbraun bis schwarz, längsrissig und in Platten abblätternd. Die Rinde junger Zweige ist wollig rosafarben behaart. Die wechselständigen und kurz gestielten Laubblätter sind einfach. Die elliptische Blattspreite ist 6 × 2,2 bis 14 × 4,5 Zentimeter mit einer deutlichen Mittelrippe und davon in 45° Winkel abzweigenden 15 bis 20 Paaren Seitennerven. Die Blattunterseite ist behaart.

### Generative Merkmale
Diospyros mespiliformis ist zweihäusig getrenntgeschlechtig (diözisch). Die eingeschlechtigen Blüten sind vier- bis fünfzählig mit doppelter Blütenhülle. Die vier bis fünf  Kelchblätter sind verwachsen, mit dreieckigen 0,15 Zentimeter langen Kelchzipfeln. Die vier bis fünf, außen wollig behaarten, weißen Kronblätter sind zu einer 0,5 Zentimeter langen Kronröhre verwachsen, die in kurzen 0,1 Zentimeter langen Kronlappen endet. Die männlichen Blüten sitzen zu dritt an den Enden von nur 0,4 bis 0,6 Zentimeter langen Blütenstandsschäften in den Blattachseln reduzierter Blätter oder normalen Blättern an einjährigen Zweigen. In den männlichen Blüten sind etwa 14, 0,4 Zentimeter lange, Staubblätter vorhanden, die die Kronblätter nicht überragen mit 0,1 cm langen Staubfäden und es sind winzige, wollig behaarte rudimentäre Stempel vorhanden. Die etwas größeren, weiblichen Blüten stehen meist einzeln, selten zu zweit bis dritt in den Achseln reduzierter Blätter an der Basis einjähriger Zweige. Die weiblichen Blüten besitzen sechs bis zwölf 0,4 Zentimeter lange Staminodien. Der oberständige Fruchtknoten weist einen Durchmesser von 0,3 Zentimeter auf mit vier oder sechs Fruchtknotenkammern. Die gelappte Narbe ist sitzend.
Die zur Reife gelbliche, glatte Beere ist bei einem Durchmesser von etwa 2,5 Zentimetern kugelig, oben zugespitzt und an der Basis noch von den zurückgekrümmten, stark gewellten Kelchblättern umgeben. Die Frucht enthält drei bis sechs rötlich-braune, bis 1 Zentimeter große Samen.
Die Chromosomenzahl beträgt 2n = 30.

## Verbreitung
Er kommt in Savannengebieten im tropischen und südlichen Afrika vor, oft auf Termitenhügeln, in halbimmergrünen Trockenwäldern, in Galeriewäldern oder in Sandsteinformationen. 

## Nutzung
Das harte, pilz- und termitenresistente Holz ist unter dem Namen African ebony, „Afrikanisches Ebenholz“ im Handel. Es wird aber auch als Feuerholz oder zur Holzkohleherstellung genutzt.
Die im südlichen Afrika als „Jackal berry“ bekannten Früchte werden gegessen oder zu alkoholischen Getränken verarbeitet.